# 張國維
張國維（1595年—1646年），字九一，一字止庵，號玉笥，浙江金華府東陽縣人。明朝政治人物，明亡後，自盡殉國。

## 生平
張國維年幼便以理學自勵，又因仰慕東林黨人遠走千里，親自到東林書院參與講學。天启元年（1621年）辛酉科浙江四十六名举人，天啟二年（1622年）聯捷壬戌会试十二名，三甲一百六十名进士，都察院观政，授廣東番禺知縣，兴学校，课农桑，以德化民，屢擒巨盜。後以政績卓越，崇祯元年考选，授刑科給事中；三年升吏科右，四年升吏科左，五年升礼科都给事中，六年陞太常寺少卿。崇祯七年（1634年）擢都察院右僉都御史，巡抚应天，期間編輯了《三吳水利全書》，疏浚了松江、嘉定、上海、无锡等地河道，號稱「治吳七載，威惠大行」。十二年升工部右侍郎，总督河道，當時正值大旱，漕運河道的水流干涸，張國維疏通眾多河道使得漕運恢復暢通，救活山東災民無數。崇禎十五年升兵部尚书，十六年革任。十七年（1644年）三月，以兵部尚書兼右僉都御史赴江南、浙江，督練兵、輸餉諸務。離開北京後，李自成攻破北京。
弘光元年（清順治二年，1645年），弘光帝召為戎政尚書。因山東討賊有功，加太子太保。後與馬士英不和，乞省親歸。同年五月，清軍陷南京。國維在家聞變，召集義勇，至台州，與陳函煇、宋之普、柯夏卿及陳遵謙、熊汝霖、孫嘉績等擁戴魯王朱以海監國，移紹興，國維任武英殿大學士，督师钱塘江。次年六月初，方國安叛降，国维还守东阳。二十五日，清兵破义乌，追至七里寺，國維召二子張世凤、張世鹏問其生死，長子表示不願苟且偷生，次子猶豫不決，国维即怒以石砚掷击，不中。世鹏泣曰：“从容尽节，慷慨捐躯，儿等甘之如饴，唯祖母年迈八旬……”。午夜，國維遂整理衣冠，向母诀别，赋《绝命词》三章，写“忠孝不能两全，身为大臣，谊在必死。汝二人或尽忠，或尽孝，各行其志，毋贻大母忧，使吾抱恨泉下！”遗书于次子。南向再拜曰：「臣力竭矣」！跳園中水池亡，年五十二。
國維既死，家人扶其屍於大廳。清兵骑兵多为山东济宁人，見國維屍體叩头拜谢。张世凤不屈而死，被殺於钱塘江畔。浙江总督张存仁敬佩张国维，不忍斷其香火，於是釋放张世鹏。乾隆四十一年（1776年），賜諡忠敏。著《吴中水利全书》。

## 家族
祖张汝吉，太学生。父张希武，庠生。

## 纪念
后人为祭祀在苏州山塘街修建张忠敏公祠，1909年11月13日中国同盟会会员陳去病、高旭和柳亞子等人在此发起成立南社，2009年11月13日改建为中国南社纪念馆。

## 延伸阅读
[在维基数据编辑]
 《明史卷二百七十六》，出自《明史》

| 官衔                       | 官衔                             | 官衔          |
| -------------------------- | -------------------------------- | ------------- |
| 前任： 陳鍾盛              | 明朝番禺縣知縣 1623年－1628年    | 繼任： 孫曰紹 |
| 前任： 陳新甲              | 明朝兵部尚書 1642年－1643年      | 繼任： 馮元飇 |
| 前任： 阮大鋮 （弘光朝廷） | 南明兵部尚書 （魯王朝廷） 1645年 | 繼任： 陳函輝 |